# Notherobius nothofagi
Notherobius nothofagi är en insektsart som beskrevs av Tim R. New 1988. Notherobius nothofagi ingår i släktet Notherobius och familjen florsländor. Inga underarter finns listade i Catalogue of Life.